# Чемпіонат Європи з футболу 2024 (кваліфікаційний раунд, плей-оф)
Плей-оф відбору Євро-2024 визначив три останні команди, які вийшли на фінальний турнір УЄФА Євро-2024 у Німеччині. Дванадцять учасників плей-оф були відібрані на основі їх результатів у Лізі націй УЄФА сезону 2022–2023. Команди були поділені на три шляхи, кожен з яких містив чотири команди, причому кожен шлях плей-оф включав два півфінальні матчі з одним матчем і один фінал. Три переможці плей-оф приєдналися до господарів Німеччини та двадцяти інших команд, які вже пройшли кваліфікацію на Євро-2024.

## Формат
Дванадцять команд було відібрано на основі їх результатів у Лізі націй УЄФА 2022–2023. Ці команди були поділені на три шляхи, кожен з яких містить чотири команди, по одній команді з кожного шляху кваліфікуються до фінального турніру.
Формат схожий на плей-оф відбору на Євро-2020. Проте у кваліфікації має на одне місце менше, оскільки господарі автоматично не кваліфікувалися на Євро-2020, а Ліга націй УЄФА була змінена з сезону 2018–2019, плей-оф тепер включає лише три шляхи, відтепер зменшена Ліга D більше не має власного шляху.

### Відбір команд
На основі рейтингу Ліги Націй, відбір дванадцяти команд було обрано таким чином, починаючи з Ліги С і закінчуючи Лігою А:
1. Спочатку були обрані усі наявні переможці груп.
2. Якщо переможець групи пройшов пряму кваліфікацію через груповий етап відбору на Євро-2024, то його замінювала наступна команда з найкращим рейтингом тієї ж Ліги, яка також не пройшла пряму кваліфікацію
3. Якщо менше ніж чотири команди з даної Ліги не змогли пройти кваліфікацію, то решту місць для цього дивізіону розподіляли наступним чином:
  1. Буде обраний переможець групи Ліги D з кращим рейтингом, якщо ця команда не пройшла пряму кваліфікацію.
  2. Усі слоти, що залишилися, розподілятимуться на основі загального рейтингу Ліги націй:
    - Якщо в лізі був обраний переможець групи для плей-оф, тоді обиралася наступна найкраща команда в загальному рейтингу з нижчої ліги.
    - Якщо в лізі не було переможця групи, тоді обиралася найкраща команда в загальному рейтингу.

### Формування шляхів
Потім дванадцять відібраних команд були розподілені на шляхи по чотири команди в кожному. Жеребкування для розподілу команд на різні шляхи підлягало таким загальним умовам:
- Якщо чотири або більше команд з ліги потрапляли в плей-оф, потрібно було сформувати шлях із чотирма командами з відповідної ліги.
- Переможці груп Ліги В і С не могли скласти шлях з командою з лігою вище.
- Можуть бути застосовані додаткові умови, зокрема принципи сіяних команд, за умови схвалення Виконавчим комітетом УЄФА.

За цих умов загальна процедура жеребкування була такою, починаючи з Ліги С і закінчуючи Лігою А:
- Якщо в даній лізі є чотири доступні команди, формується шлях із цими чотирма командами.
- Якщо в певній лізі було більше чотирьох доступних команд, за допомогою жереба обирались, які чотири команди братимуть участь у шляху ліги.
  - З рештою команд, що залишилися було проведено жеребкування на шлях ліги вище.
- Якщо в певній лізі було менше чотирьох доступних команд, за допомогою жереба обирались доступні та наявні команди з інших ліг так, щоб чотири команди склали шлях даної ліги.

### Створення пар та правила
Кожен шлях плей-оф включав два одиночних півфінали та один одноматчевий фінал, які відбудулися в березні 2024 року. У півфіналі кожного шляху, виходячи з рейтингу Ліги націй, команда з найкращим рейтингом приймає команду, яка посідає четверте місце, а команда, яка посідає друге місце, приймає команду, яка посідає третє місце. Господар кожного фіналу визначався жеребкуванням між двома півфінальними парами.
Плей-оф проводяться в одиночних матчах на виліт. Якщо наприкінці основного часу рахунок рівний, грається 30 хвилин додаткового часу, після якого, якщо рахунок залишається нічийним, проводиться серія післяматчевих пенальті.

## Відібрані команди
Процес відбору команд, використовуючи набір критеріїв, визначив дванадцять команд, які змагалися в плей-оф на основі загального рейтингу Ліги націй.

| Місце | Команда    |
| ----- | ---------- |
| 1 ПГ  | Іспанія    |
| 2 ПГ  | Хорватія   |
| 3 ПГ  | Італія     |
| 4 ПГ  | Нідерланди |
| 5     | Данія      |
| 6     | Португалія |
| 7     | Бельгія    |
| 8     | Угорщина   |
| 9     | Швейцарія  |
| 10    | Німеччина  |
| 11    | Польща     |
| 12    | Франція    |
| 13    | Австрія    |
| 14    | Чехія      |
| 15    | Англія     |
| 16    | Уельс      |

| Місце | Команда              |
| ----- | -------------------- |
| 17 ПГ | Ізраїль              |
| 18 ПГ | Боснія і Герцеговина |
| 19 ПГ | Сербія               |
| 20 ПГ | Шотландія            |
| 21    | Фінляндія            |
| 22    | Україна              |
| 23    | Ісландія             |
| 24    | Норвегія             |
| 25    | Словенія             |
| 26    | Ірландія             |
| 27    | Албанія              |
| 28    | Чорногорія           |
| 29    | Румунія              |
| 30    | Швеція               |
| 31    | Вірменія             |
| 32    | Росія                |

| Місце | Команда            |
| ----- | ------------------ |
| 33 ПГ | Грузія             |
| 34 ПГ | Греція             |
| 35 ПГ | Туреччина          |
| 36 ПГ | Казахстан          |
| 37    | Люксембург         |
| 38    | Азербайджан        |
| 39    | Косово             |
| 40    | Болгарія           |
| 41    | Фарерські острови  |
| 42    | Північна Македонія |
| 43    | Словаччина         |
| 44    | Північна Ірландія  |
| 45    | Кіпр               |
| 46    | Білорусь           |
| 47    | Литва              |
| 48    | Гібралтар          |

| Місце | Команда     |
| ----- | ----------- |
| 49 KD | Естонія     |
| 50    | Латвія      |
| 51    | Молдова     |
| 52    | Мальта      |
| 53    | Андорра     |
| 54    | Сан-Марино  |
| 55    | Ліхтенштейн |

- ПГ Переможець групи в Лізі A, B або C
- KD Кращий переможець групи в Лізі D
- Команда, виділена жирним шрифтом, вийшла в плей-оф
- Команда вийшла напряму у фінальний турнір
- Організатор Євро-2024, кваліфікований автоматично
- Відсторонена від кваліфікаційних змагань

## Жеребкування
Жеребкування плей-оф кваліфікації відбулося 23 листопада 2023 року о 12:00 за центральноєвропейським часом у штаб-квартирі УЄФА у швейцарському Ньоні. Жеребкування проводилося за правилами формування шляхів, щоб визначити шляхи, в яких братимуть участь команди, які не виграли групи. Три окремі жеребкування, які визначали господаря фіналу плей-оф кожного шляху, також відбулися між переможцями півфінальних пар (визначено як півфінал 1 для посіву 1 проти 4 та півфінал 2 для посіву 2 проти 3).
Через специфіку жеребкування точну процедуру можна було завершити лише після завершення групового етапу кваліфікації. На жеребкування не було застосовано жодних обмежень, оскільки жодних із заборонених УЄФА з політично-воєнних міркувань стиків відбутися не могло.  На основі дванадцяти команд, які вийшли в плей-оф, було сформовано три шляхи плей-оф відповідно до правил формування шляху, починаючи з Ліги C і закінчуючи Лігою A: 
- Оскільки було чотири команди з Ліги C (три переможці груп і одна не переможець групи), усі вони були розміщені на шляху C.
- Оскільки з Ліги B було п’ять команд (два переможці груп і три не переможці груп), два переможці груп потрапили до Шляху B, а жеребкування вирішило, які два з трьох не переможців груп також потрапили до Шляху B.
- Оскільки було дві команди з Ліги А (обидві не переможці груп), їх обидві помістили в Шлях А разом із переможцем групи Ліги D з найкращим рейтингом. Один непереможець групи з Ліги В, який не був включений до Шляху В, був потім розміщений на Шляху А.

У жеребкуванні взяли участь наступні три не переможці групи з Ліги B (упорядковані за рейтингом Ліги націй), дві команди були розіграні на шлях B, а команда, що залишилася, була розподілена на шлях A:
1. Фінляндія
2. Україна
3. Ісландія

Дві команди, включені до Шляху B, зайняли позиції B3 і B4 відповідно до їхнього рейтингу в Лізі Націй, тоді як команда, що потрапила до Шляху A, зайняла позицію A3
Нижче наведено склад шляхів плей-оф:
| Рейтинг | Команда   |
| ------- | --------- |
| 1       | Польща    |
| 2       | Уельс     |
| 3       | Фінляндія |
| 4       | Естонія   |

| Рейтинг | Команда              |
| ------- | -------------------- |
| 1       | Ізраїль              |
| 2       | Боснія і Герцеговина |
| 3       | Україна              |
| 4       | Ісландія             |

| Рейтинг | Команда    |
| ------- | ---------- |
| 1       | Грузія     |
| 2       | Греція     |
| 3       | Казахстан  |
| 4       | Люксембург |

Наступні переможці півфіналів були визначені для проведення фіналу плей-оф:
- Шлях А: переможець півфіналу 2 (Уельс – Фінляндія)
- Шлях B: переможець півфіналу 2 (Боснія і Герцеговина – Україна)
- Шлях C: Переможець півфіналу 1 (Грузія – Люксембург)

## Розклад
Півфінали відбулися 21 березня, а фінальні матчі — через п'ять днів, 26 березня 2024 року Півфіналісти, які програли у своїх шляхах, все одно беруть участь у міжнародному товариському матчі в день фіналу, який проводить команда, яку було визначено для проведення фіналу плей-офф.
Час вказано за центральноєвропейським часом (UTC+1), як зазначено в УЄФА (місцевий час у дужках).

## Шлях A
Переможець Шляху А потрапив до групи D у фінальному турнірі.

### Сітка
|  | Півфінали       | Півфінали      |                 |       | Фінал | Фінал |
|  |                 |                |                 |       |       |       |
|  | 21 березня 2024 |                |                 |       |       |       |
|  |                 |                |                 |       |       |       |
|  | Уельс           | 4              |                 |       |       |       |
|  | Уельс           | 4              | 26 березня 2024 |       |       |       |
|  | Фінляндія       | 1              |                 |       |       |       |
|  | Фінляндія       | 1              | Уельс           | 0 (4) |       |       |
|  | 21 березня 2024 |                | Уельс           | 0 (4) |       |       |
|  |                 | Польща (пен. ) | 0 (5)           |       |       |       |
|  | Польща          | Польща (пен. ) | 0 (5)           | 5     |       |       |
|  | Польща          |                |                 | 5     |       |       |
|  | Естонія         | 1              |                 |       |       |       |
|  | Естонія         | 1              |                 |       |       |       |

### Матчі
| Команда 1 | Рахунок        | Команда 2 |
| --------- | -------------- | --------- |
| Півфінали |                |           |
| Польща    | 5:1            | Естонія   |
| Уельс     | 4:1            | Фінляндія |
| Фінал     |                |           |
| Уельс     | 0:0 (пен. 4:5) | Польща    |

### Півфінали
| 21 березня 2024 21:45 |

| Польща                                                                           | 5:1      | Естонія |
| -------------------------------------------------------------------------------- | -------- | ------- |
| Франковський 22' Зелінський 50' Пйотровський 70' Метс 74' (аг) С. Шиманський 76' | Протокол |         |

| Національний стадіон, Варшава Глядачів: 53 868 Арбітр: Славко Винчич (Словенія) |

| 21 березня 2024 21:45 |

| Уельс                                          | 4:1      | Фінляндія |
| ---------------------------------------------- | -------- | --------- |
| Брукс 3' Вільямс 38' Джонсон 47' Д. Джеймс 86' | Протокол | Пуккі 45' |

| Кардіфф Сіті Стедіум, Кардіфф Глядачів: 32 162 Арбітр: Іштван Ковач (Румунія) |

### Фінал
| 26 березня 2024 21:45 |

| Уельс                                            | 0:0      | Польща                                                                |
| ------------------------------------------------ | -------- | --------------------------------------------------------------------- |
|                                                  | Протокол |                                                                       |
|                                                  | Пенальті |                                                                       |
| - Б. Дейвіс - Мур - Вілсон - Вільямс - Д. Джеймс | 4:5      | - Левандовський - С. Шиманський - Франковський - Залевський - Пйонтек |

| Кардіфф Сіті Стедіум, Кардіфф Глядачів: 31 876 Арбітр: Даніеле Орсато (Італія) |

## Шлях B
Переможець Шляху B потрапив до групи E у фінальному турнірі.

### Сітка
|  | Півфінали            | Півфінали |                 |   | Фінал | Фінал |
|  |                      |           |                 |   |       |       |
|  | 21 березня 2024      |           |                 |   |       |       |
|  |                      |           |                 |   |       |       |
|  | Боснія і Герцеговина | 1         |                 |   |       |       |
|  | Боснія і Герцеговина | 1         | 26 березня 2024 |   |       |       |
|  | Україна              | 2         |                 |   |       |       |
|  | Україна              | 2         | Україна         | 2 |       |       |
|  | 21 березня 2024      |           | Україна         | 2 |       |       |
|  |                      | Ісландія  | 1               |   |       |       |
|  | Ізраїль              | Ісландія  | 1               | 1 |       |       |
|  | Ізраїль              |           |                 | 1 |       |       |
|  | Ісландія             | 4         |                 |   |       |       |
|  | Ісландія             | 4         |                 |   |       |       |

### Матчі
| Команда 1            | Рахунок | Команда 2 |
| -------------------- | ------- | --------- |
| Півфінали            |         |           |
| Ізраїль              | 1:4     | Ісландія  |
| Боснія і Герцеговина | 1:2     | Україна   |
| Фінал                |         |           |
| Україна              | 2:1     | Ісландія  |

### Півфінали
| 21 березня 2024 21:45 |

| Ізраїль           | 1:4      | Ісландія                                    |
| ----------------- | -------- | ------------------------------------------- |
| Захаві 31' (пен.) | Протокол | А. Гудмундссон 39', 83', 87' Трейстасон 42' |

| Ференц Суса, Будапешт (Угорщина) Глядачів: 1 226 Арбітр: Ентоні Тейлор (Англія) |

| 21 березня 2024 21:45 |

| Боснія і Герцеговина | 1:2      | Україна                |
| -------------------- | -------- | ---------------------- |
| Матвієнко 56' (аг)   | Протокол | Яремчук 85' Довбик 88' |

| Билино Полє, Зениця Глядачів: 10 992 Арбітр: Фелікс Цваєр (Німеччина) |

### Фінал
| 26 березня 2024 21:45 |

| Україна                 | 2:1      | Ісландія           |
| ----------------------- | -------- | ------------------ |
| Циганков 54' Мудрик 84' | Протокол | А. Гудмундссон 30' |

| Міський стадіон, Вроцлав (Польша) Глядачів: 29 310 Арбітр: Клеман Тюрпен (Франція) |

## Шлях C
Переможець шляху C потрапив у групу F у фінальному турнірі.

### Сітка
|  | Півфінали       | Півфінали |                 |       | Фінал | Фінал |
|  |                 |           |                 |       |       |       |
|  | 21 березня 2024 |           |                 |       |       |       |
|  |                 |           |                 |       |       |       |
|  | Грузія          | 2         |                 |       |       |       |
|  | Грузія          | 2         | 26 березня 2024 |       |       |       |
|  | Люксембург      | 0         |                 |       |       |       |
|  | Люксембург      | 0         | Грузія (пен. )  | 0 (4) |       |       |
|  | 21 березня 2024 |           | Грузія (пен. )  | 0 (4) |       |       |
|  |                 | Греція    | 0 (2)           |       |       |       |
|  | Греція          | Греція    | 0 (2)           | 5     |       |       |
|  | Греція          |           |                 | 5     |       |       |
|  | Казахстан       | 0         |                 |       |       |       |
|  | Казахстан       | 0         |                 |       |       |       |

### Матчі
| Команда 1 | Рахунок        | Команда 2  |
| --------- | -------------- | ---------- |
| Півфінали |                |            |
| Грузія    | 2:0            | Люксембург |
| Греція    | 5:0            | Казахстан  |
| Фінал     |                |            |
| Грузія    | 0:0 (пен. 4:2) | Греція     |

### Півфінали
| 21 березня 2024 19:00 |

| Грузія              | 2:0      | Люксембург |
| ------------------- | -------- | ---------- |
| Зівзівадзе 40', 63' | Протокол |            |

| Динамо Арена імені Бориса Пайчадзе, Тбілісі Глядачів: 51 404 Арбітр: Хосе Марія Санчес Мартінес (Іспанія) |

| 21 березня 2024 21:45 |

| Греція                                                                     | 5:0      | Казахстан |
| -------------------------------------------------------------------------- | -------- | --------- |
| Бакасетас 9' (пен.) Пелкас 15' Йоаннідіс 37' Курбеліс 40' Тапалов 85' (аг) | Протокол |           |

| Ая-Софія, Афіни Глядачів: 25 200 Арбітр: Данні Маккелі (Нідерланди) |

### Фінал
| 26 березня 2024 19:00 |

| Грузія                                                         | 0:0      | Греція                                       |
| -------------------------------------------------------------- | -------- | -------------------------------------------- |
|                                                                | Протокол |                                              |
|                                                                | Пенальті |                                              |
| - Кочорашвілі - Давіташвілі - Мікаутадзе - Двалі - Квеквескірі | 4–2      | - Бакасетас - Масурас - Бухалакіс - Якумакіс |

| Динамо Арена імені Бориса Пайчадзе, Тбілісі Арбітр: Шимон Марциняк (Польща) |

## Бомбардири
Протягом турніру було забито  29 голів у 9 матчах, з середнім показником 3.22 голів за матч.
4 голи
- Альберт Гудмундссон

2 голи
- Буду Зівзівадзе

1 гол
- Артем Довбик
- Михайло Мудрик
- Віктор Циганков
- Роман Яремчук
- Мартін Веткал
- Теему Пуккі
- Анастасіос Бакасетас
- Фотіс Йоаннідіс
- Дімітріс Курбеліс
- Дімітриос Пелкас
- Адноур Інгві Трейстасон
- Еран Захаві
- Пшемислав Франковський
- Якуб Пйотровський
- Себастьян Шиманський
- Пйотр Зелінський
- Девід Брукс
- Деніел Джеймс
- Бреннан Джонсон
- Неко Вільямс

1 автогол
- Микола Матвієнко (проти Боснії та Герцоговини)
- Кароль Метс (проти Польщі)
- Еркін Тапалов (проти Греції)

## Дисциплінарні покарання
Гравець автоматично дискваліфікується на наступний матч за такі порушення: 
- Отримання червоної картки (дискваліфікація за червону картку може бути збільшена за серйозні порушення)
- Починаючи з відбіркового групового етапу, отримання трьох жовтих карток у трьох різних матчах, а також після п’ятої та будь-якої наступної жовтої картки (дискваліфікація за жовті картки переноситься на плей-оф, але не на фінал або будь-які інші майбутні міжнародні матчі)

Попередження, які не призвели до дискваліфікації, закінчуються після завершення кваліфікаційного групового етапу та не переносяться на плей-оф. 
Під час плей-оф були такі дискваліфікації:
| Команда              | Гравець           | Порушення | Відсторонено на матч(і)                      |
| -------------------- | ----------------- | --- | -------------------------------------------- |
| Боснія і Герцеговина | Ренато Гойкович   | у групі J проти Словаччини (19 листопада 2023)                                                                                          | Півфінал проти України (21 березня 2024)     |
| Грузія               | Хвича Кварацхелія | у групі А проти Іспанії (8 вересня 2023) у групі А проти Шотландії (16 листопада 2023) у групі А проти Іспанії (19 листопада 2023)      | Півфінал проти Люксембургу (21 березня 2024) |
| Казахстан            | Нурали Аліп       | у групі H проти Північної Ірландії (19 червня 2023) у групі H проти Данії (14 жовтня 2023) у групі H проти Словенії (20 листопада 2023) | Півфінал проти Греції (21 березня 2024)      |
| Люксембург           | Данель Сінані     | у групі J проти Ліхтенштейну (19 листопада 2023)                                                                                        | Півфінал проти Грузії (21 березня 2024)      |